# Jan Chrzciciel (obraz Leonarda da Vinci)
Jan Chrzciciel (wł. San Giovanni Battista) – obraz olejny namalowany ok. 1513–1516 przez Leonarda da Vinci. Znajduje się w Luwrze. Uchodzi za ostatni obraz namalowany przez Leonarda.

## Opis obrazu
Obraz przedstawia postać młodego Jana Chrzciciela wyłaniającego się z ciemności. Święty wyciąga rękę w kierunku nieba, wskazując na niewidoczne dla widza źródło światła. Palec jest aluzją do obecności tajemnicy, przypomina o powrocie Jezusa Chrystusa na Ziemię. Uśmiech Jana jest tajemniczy, uduchowiony, ale również prowokujący i frywolny. Tors i ramiona Jana są szerokie, ale również kobiece. Święty ma na sobie futro. Obraz jest pozbawiony krajobrazu oraz widocznego źródła światła. Leonardo zastosował chiaroscuro, służące mu do wzmocnienia wrażenia tajemniczości ukazanej sceny. Jedynym elementem ozdobnym są kręcone włosy, charakterystyczne dla twórczości Leonarda. Uniesiona prawa dłoń jest ostra i wyraźna. W przeciwieństwie do innych renesansowych obrazów z wizerunkiem Jana Chrzciciela, u Leonarda święty nie ma zarostu, ogorzałej skóry oraz jest pozbawiony muskulatury.
Na podstawie rysów twarzy i włosów uważa się, że do obozu pozował Giacomo Caprotti.
Wymiary obrazu wynoszą 69 na 57 cm.

## Historia
Data powstania obrazu wzbudza kontrowersje. Niemiecki historyk sztuki Frank Zöllner podaje, że obraz namalowano około 1513–1516 roku. Amerykański biografista Walter Isaacson sugeruje, że Leonardo rozpoczął pracę nad obrazem w 1509 roku.
Leonardo nigdy nie sprzedał obrazu, do końca życia nanosił na obraz poprawki. Wolne tempo nakładania kolejnych warstw werniksu pozwoliło mu uzyskać szczególny efekt sfumato, dzięki czemu przejścia między światłem a cieniem są płynne i subtelne.
Około lat 1513–1516 Leonardo namalował obraz Anioł Zwiastowania (obecnie zaginiony). Na obu obrazach postacie są ukazane w niemal identycznej pozie, mają tajemniczy uśmiech oraz zalotnie przechylają głowę w bok. Jedyną wyraźną różnicą jest pozycja uniesionego w górę ramienia: Jan obraca się w lewo tak, by prawą ręką zasłonić lewą dłoń, anioł zaś obraca się w drugą stronę. Około lat 1513–1516 powstał również obraz Święty Jan Chrzciciel z atrybutami Bachusa o nieustalonym autorstwie. Święty Jan Chrzciciel z atrybutami Bachusa mógł namalować Leonardo da Vinci, ale również Cesare da Sesto lub Francesco Melzi.
W drugiej dekadzie XVI wieku nową wersję Jana Chrzciciela namalował Giacomo Caprotti. Na kopii uwieczniono góry lodowcowe z obrazu Święta Anna Samotrzecia Leonarda. Kopia Caprottiego znajduje się w zbiorach Pinakoteki Ambrozjańskiej w Mediolanie.
W 1517 roku obraz znajdował się we Francji, widział go Antonio de Beatis. Pod koniec XIX wieku przemyto oryginalne warstwy obrazu. W 2016 roku przeprowadzono renowację obrazu. Podczas konserwacji zdjęto piętnaście warstw werniksów, naniesionych przez poprzednich renowatorów. Po oczyszczeniu ukazały się szczegóły, wcześniej prawie niewidoczne: sierść futra, pleciony krzyż z trzciny, pasma loków. W 2022 roku obraz wypożyczono na dwa lata muzeum Luwr Abu Zabi.
Spojrzenie świętego interpretowano jako aluzję do pogańskiego erotyzmu. 